# Andries Bosman

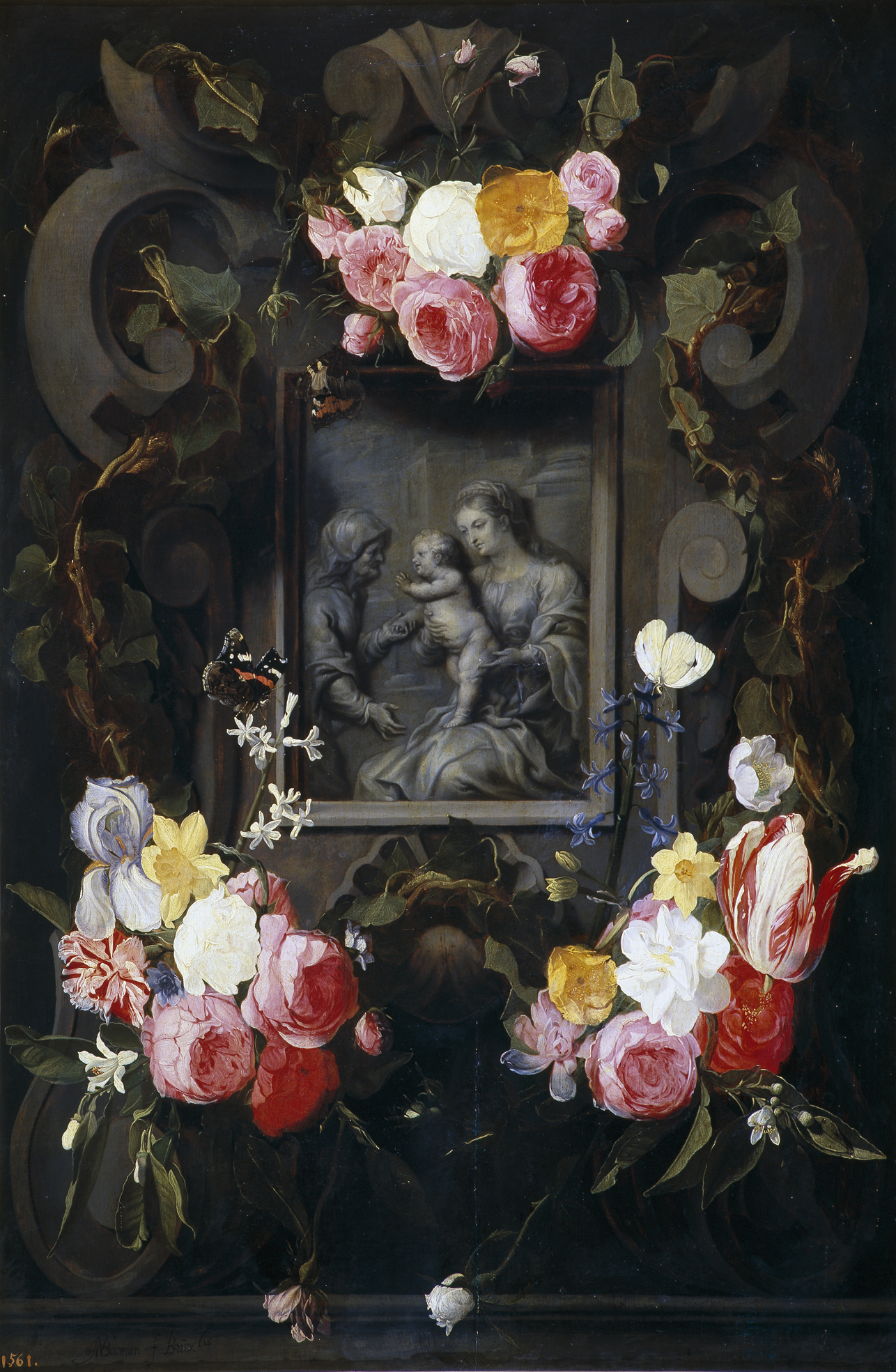
Garlanda amb santa Anna, la Verge i el Nen, oli sobre taula, 83 x 55 cm, Museu del Prado (Madrid)

Andries Bosman o Bosmans (Anvers, 1621 – Roma, ca. 1681), va ser un sacerdot i pintor barroc flamenc, especialitzat en garlandes de flors emmarcant motius religiosos.
Batejat el 28 de juliol de 1621, el 1637 es va inscriure com a aprenent al gremi de Sant Lluc d'Anvers, però només quatre anys després es va traslladar a Gant per seguir la carrera religiosa. El 1657 va retornar a Anvers i el 1664 va marxar a Roma on va morir cap a 1681-1682.
En la seva pintura va ser seguidor del també clergue i jesuïta Daniel Seghers, com evidencia la garlanda del Museu del Prado, amb un baix relleu fingit que representa Santa Anna, la Verge i el Nen, signada a baix a l'esquerra «ABosman.f Brúxlis», com pintada a Brussel·les, encara que s'ignora en quin moment de la seva carrera. O també la garlanda amb el bust de Crist en una vénera, del Statens Museum for Kunst de Copenhaguen, signat «A.Bosman Canon St. Jacobi f. 1659», ostentant el càrrec de canonge de Sint-Jacobskerk d'Anvers, que va ocupar després de la seva estada a Gant.